# 15803 Parisi
15803 Parisi este o planetă minoră (asteroid) din centura de asteroizi. A fost descoperită pe 7 februarie 1994 la Circolo Culturale Astronomico di Farra d'Isonzo⁠(d) de Circolo Culturale Astronomico di Farra d'Isonzo⁠(d) și a fost numită după Giorgio Parisi. 
Obiectul prezintă o orbită caracterizată de o semiaxă mare de 2,5882771 UAi, o excentricitate de 0,19, o înclinație de 14,42952 ° în raport cu ecliptica.